# Zhang Liao

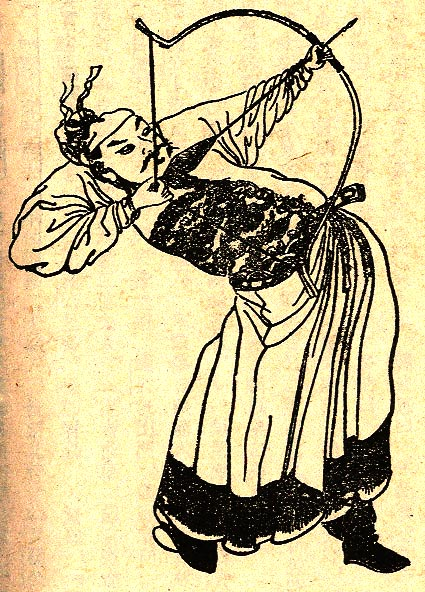
Ilustração

Zhang Liao (169 – 222) era um general que trabalhava para Cao Cao. Participou de várias campanhas, mas seu feito mais notável foi "defender He Fei com apenas oitocentos homens contra os cem mil de Sun Quan" (o que está equivocado, na verdade as tropas de Sun Quan estavam todas com malária, ou doença parecida e o suprimento de comida tinha acabado devido ao grande número de soldados.
Apesar disso muitos historiadores consideram Zhang Liao um dos melhores generais de Cao Cao (junto com Yu Jin, que havia sido envergonhado por Cao Pi, Zhang He, Yue Jin e Xu Huang). Seu nome se pronuncia Chang Liao sendo  considerado como o primeiro dos cinco generais da dinastia Wei. 